# Renhō

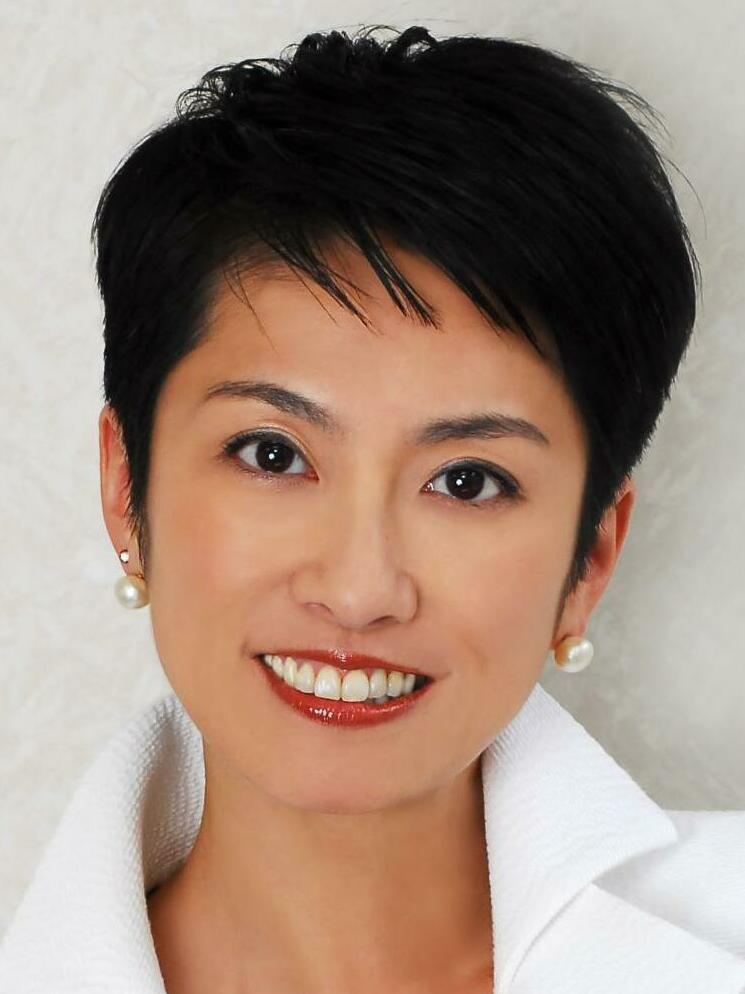
Renhō (2012)

Renhō (jap. 蓮舫; amtlich jap. 斉藤 蓮舫 Saitō Renhō, zwischenzeitlich verheiratet 村田 蓮舫 Murata Renhō; ursprünglich chinesisch 謝 蓮舫, Pinyin Xie Lianfang, W.-G. Hsieh Lien-fang, jap. Sha Renhō; * 28. November 1967 in der Präfektur Tokio) ist eine parteilose japanische Politikerin, ehemalige Abgeordnete im Sangiin für die Präfektur Tokio und ehemalige Ministerin. Zuletzt war sie Mitglied der Konstitutionell-Demokratischen Partei (Rikken Minshutō; engl. The Constitutional Democratic Party of Japan, CDP), außerdem war sie von 2016 bis 2017 Vorsitzende der Demokratischen Fortschrittspartei (Minshintō; engl. The Democratic Party, DP) Innerparteilich gehörte sie in der Demokratischen (Fortschritts-)Partei der Noda-Gruppe an. Vor ihrem Eintritt in die Politik war Renhō als Model und Fernsehmoderatorin bekannt.

## Leben
Renhō ist die Tochter eines taiwanischen Kaufmanns und einer japanischen Mutter. Sie erhielt 1985 die japanische Staatsbürgerschaft und wurde mit dem mütterlichen Familiennamen als Saitō Renhō (斉藤 蓮舫) ins Namensregister eingetragen. Sie studierte Öffentliches Recht an der Aoyama-Gakuin-Universität, ihren Abschluss machte sie 1990.
Bereits während ihres Studiums begann Renhō als Model in der Werbung zu arbeiten und zunehmend im Fernsehen aufzutreten. Ab 1992 war sie Moderatorin für den Fernsehsender TBS, ab 1993 dann für TV Asahi. Im selben Jahr heiratete sie. 1995 begab sie sich für einen Studienaufenthalt nach Peking, 1997 gebar sie ihre zwei Kinder Suiran (翠蘭) und Rin (琳). Im Jahr 2000 kehrte sie als Nachrichtenmoderatorin zu TBS zurück.
Bei der Wahl von 2004 wurde Renhō als Kandidatin der Demokratischen Partei Japans in der Präfektur Tokio (damals acht Mandate, vier zur Wahl) ins Sangiin gewählt: mit 924.643 Stimmen erzielte sie den dritthöchsten Stimmenanteil. Bei den Sangiin-Wahlen 2010 und 2016 – als Kandidatin der DP, in der die DPJ im Mai 2016 aufgegangen war – erhielt Renhō in der Präfektur Tokio mehr als eine Million Stimmen und wurde jeweils klar mit dem höchsten Stimmenanteil als Abgeordnete wiedergewählt. Bei der Sangiin-Wahl 2022 erhielt sie als KDP-Kandidatin nur noch 10,6 % der Stimmen und war damit auf Platz vier wiedergewählt.
Landesweit politische Bekanntheit erlangte Renhō ab 2009 durch ihre engagierte Rolle in den öffentlichen Anhörungen der neu eingerichteten „Konferenz zur Erneuerung der Verwaltung“ zur Überprüfung einzelner Haushaltsposten. 2010 berief sie Premierminister Naoto Kan als zuständige Ministerin in sein Kabinett, im Januar 2011 erhielt sie auch die Zuständigkeiten für Verbraucher und Lebensmittelsicherheit. Im Juni 2011, als Umweltminister Ryū Matsumoto zum „Wiederaufbauminister“ nach dem Tōhoku-Erdbeben 2011 gemacht wurde, gab sie ihre Ministerpositionen ab und wurde mit den gleichen Zuständigkeiten wie bisher Sonderberaterin des Premierministers. Von September 2011 bis Januar 2012 kehrte sie unter Yoshihiko Noda als Ministerin für die „Erneuerung der Verwaltung“, Bekämpfung des Geburtenrückgangs, Geschlechtergleichstellung und Reform des öffentlichen Dienstes erneut ins Kabinett zurück.
Im September 2016 wurde Renhō zur Vorsitzenden der Minshintō gewählt. Sie war die erste Frau an der Spitze einer großen Partei seit Takako Doi, die die damals größte Oppositionspartei, die Sozialistische Partei Japans, von 1986 bis 1991 führte. Im Falle eines Sieges der Minshintō in den nächsten Unterhauswahlen hätte Renhō automatisch Regierungschefin werden können. Am 27. Juli 2017 trat sie jedoch als Parteivorsitzende zurück und begründete dies mit mangelndem Vertrauen innerhalb der Partei und dem historisch schlechten Wahlergebnis bei der Präfekturparlamentswahl in Tokio 2017.
Am 26. Dezember 2017 reichte Renhō bei der Minshintō ein Parteiaustrittgesuch und bei der im Oktober des Jahres von Yukio Edano gegründeten Konstitutionell-Demokratischen Partei (kurz KDP) ein Eintrittsgesuch ein. Die KDP nahm letzteres am 28. Dezember an, während die Minshintō Renhōs Austritt erst am 10. Januar 2018 genehmigte, weshalb sie in diesem Zeitraum über eine doppelte Parteimitgliedschaft verfügte. Sie begründete den Parteiwechsel mit der ihrer Meinung nach unklaren Zukunft der Minshintō angesichts der teilweisen Spaltung der Partei bei der Unterhauswahl 2017 und kritisierte den ungenauen Führungsstil des Parteivorsitzenden Kōhei Ōtsuka.
Im Juni 2024 kandidiert sie ohne Parteinominierung mit Wahlempfehlung von KDP und KPJ bei der Gouverneurswahl in Tokio und verlor damit automatisch ihr nationales Abgeordnetenmandat. Bei der Gouverneurswahl wurde sie mit weniger als 19 % der Stimmen nur Dritte hinter Gouverneurin Koike und dem unabhängigen Kommunalpolitiker Shinji Ishimaru.